# Bell Bottom Blues
"Bell Bottom Blues" là ca khúc sáng tác bởi Eric Clapton và Bobby Whitlock, được trình diễn bởi ban nhạc Derek and the Dominos. Ca khúc được lấy cảm hứng từ việc thất tình của Clapton với Pattie Boyd – vợ của người bạn thân George Harrison – và được đưa vào album-kép Layla and Other Assorted Love Songs (1970). Được phát hành dưới dạng đĩa đơn với mặt B là "Keep on Growing", ca khúc chỉ có được vị trí 91 tại Billboard Hot 100 vào năm 1971. Một ấn bản tái bản với "Little Wing" ở mặt B sau đó đạt vị trí 78.